# Moussa Aouanouk
Moussa Aouanouk, né le 2 août 1972, est un athlète algérien, spécialiste de la marche athlétique.

## Biographie
Il remporte la médaille d'argent 20 km marche lors des championnats d'Afrique d'athlétisme en 1998, 2000 et 2002, et obtient la médaille de bronze en 2004.
Il se classe 23e des Jeux olympiques de 2000 et 31e de ceux de 2004.

### Palmarès
| Date | Compétition                      | Lieu         | Résultat | Épreuve      | Performance     |
| ---- | -------------------------------- | ------------ | -------- | ------------ | --------------- |
| 1992 | Jeux panarabes                   | Lattaquié    | 2e       | 20 km marche | 1 h 36 min 50   |
| 1996 | Jeux olympiques                  | Atlanta      | —        | 20 km marche | DNS             |
| 1998 | Championnats d'Afrique           | Dakar        | 2e       | 20 km marche | 1 h 32 min 18 s |
| 1999 | Championnats d'Afrique de marche | Boumerdès    | 2e       | 20 km marche | 1 h 31 min 44 s |
| 1999 | Jeux africains                   | Johannesburg | 2e       | 20 km marche | 1 h 29 min 36 s |
| 2000 | Championnats d'Afrique           | Alger        | 2e       | 20 km marche | 1 h 25 min 42 s |
| 2000 | Jeux olympiques                  | Sydney       | 23e      | 20 km marche | 1 h 25 min 04 s |
| 2002 | Championnats d'Afrique           | Tunis        | 2e       | 20 km marche | 1 h 30 min 27 s |
| 2003 | Jeux africains                   | Abuja        | 2e       | 20 km marche | 1 h 30 min 36 s |
| 2003 | Jeux afro-asiatiques             | Hyderabad    | 1re      | 10 km marche | 43 min 33 s 58  |
| 2004 | Championnats d'Afrique           | Brazzaville  | 3e       | 20 km marche | 1 h 29 min 02 s |
| 2004 | Jeux olympiques                  | Athènes      | 31e      | 20 km marche | 1 h 28 min 38 s |
| 2004 | Coupe du monde de marche         | Naumbourg    | 36e      | 20 km marche | 1 h 23 min 35   |
| 2005 | Championnats d'Afrique de marche | Tunis        | 2e       | 20 km marche | 1 h 30 min 1 s  |
| 2006 | Championnats d'Afrique           | Maurice      | 5e       | 20 km marche | 1 h 26 min 42 s |

### Records
| Épreuve      | Performance     | Lieu  | Date         |
| ------------ | --------------- | ----- | ------------ |
| 20 km marche | 1 h 23 min 34 s | Alger | 11 juin 2000 |